# Doleschall Frigyes
Doleschall Frigyes (Budapest, 1897. szeptember 28. – Budapest, 1964. március 31.) magyar orvos, egészségügyi miniszter, az orvostudományok kandidátusa (1952).

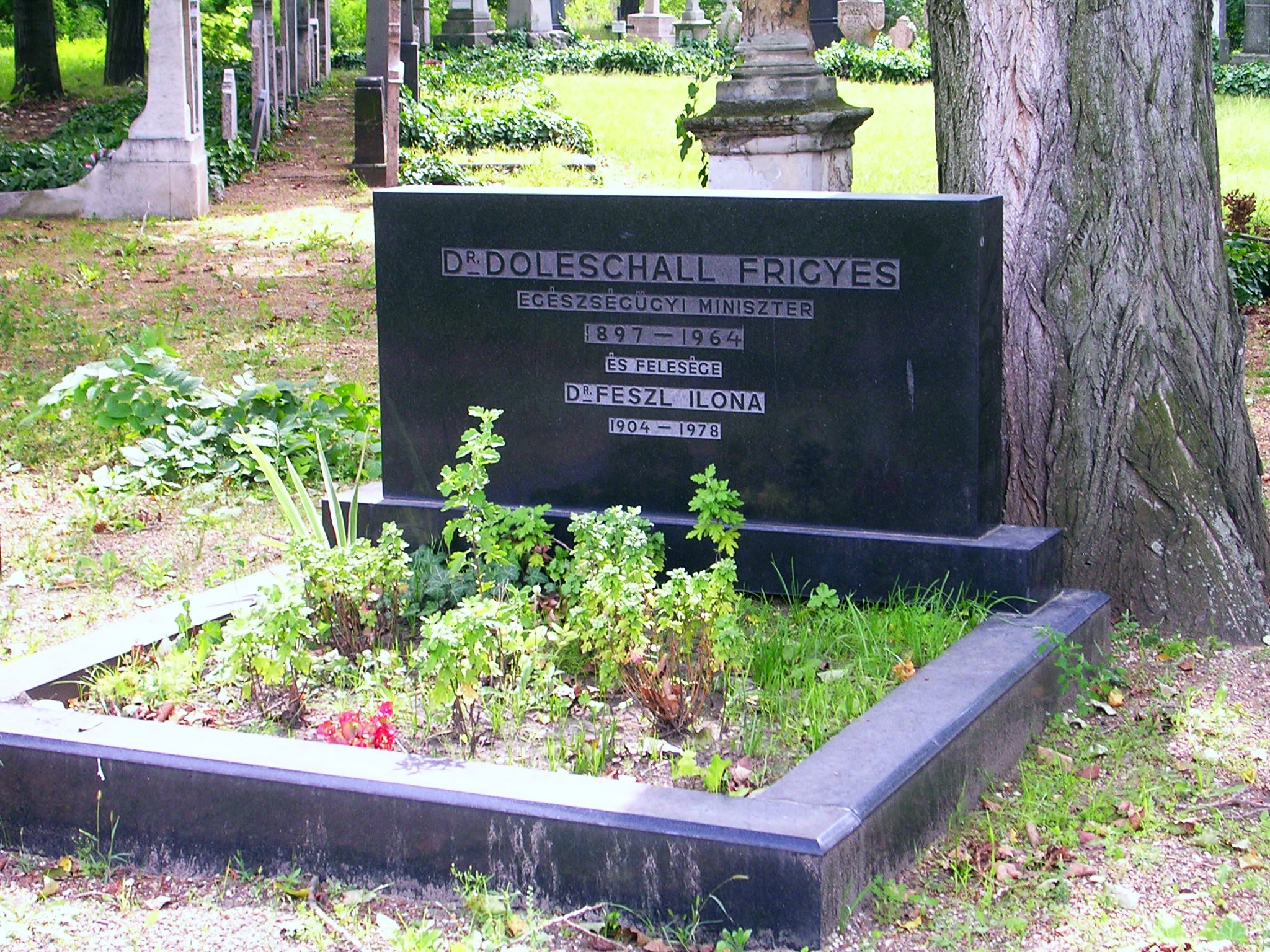
Sírja a Fiumei úti sírkertben

## Életpályája
Doleschall Alfréd Frigyes (1864–1931) jogász, törvényszéki bíró és Uhlmann Hedvig Mária fiaként született. A Budapesti Evangélikus Főgimnáziumban érettségizett (1915), majd egy évig a fronton szolgált. 1922-ben a budapesti Pázmány Péter Tudományegyetem Orvostudományi Karán szerzett orvosi diplomát. Ezt követően a Pázmány Péter Tudományegyetem I. sz. Belklinikájának gyakornoka lett Bálint Rezső mellett, majd főnöke halála után a Fornet Béla irányítása alatt működő debreceni Tisza István Tudományegyetem Belgyógyászati Klinikáján dolgozott tanársegédként, később adjunktusként. 1935-ben „A keringési szervek kór- és gyógytana” című tárgykörből magántanárrá habilitálták. 1939 és 1945 között a Lévai Állami Kórház igazgató főorvosa volt.
1945 és 1950 közt ő vezette a budapesti Róbert Károly körúti kórházat, majd 1950-től a szekszárdi kórházat. 1951-ben lett egészségügyi miniszterhelyettes. 1953-tól a Budapest XIII. kerületi Szabolcs Utcai Kórház igazgató főorvosaként dolgozott. Ő szervezte meg az Orvostovábbképző Intézetet. 1957. március 1-től haláláig ő volt az egészségügyi miniszter.
Felesége Feszl Ilona (1904–?) orvos volt, akit 1935. szeptember 24-én Budapesten, a Terézvárosban vett nőül.

## Tudományos fokozata
- az orvostudományok kandidátusa (1952)

## Emlékezete
Szabó Zoltán írt róla nekrológot az Orvosi Hetilap 1964. évi 17. számában.

## Főbb művei
- Gondolatok az „orvosképzés” újbóli megindulása alkalmával (Budapest, 1960)